# Tschammerpokal 1942
Der Tschammerpokal 1942 war der achte Wettbewerb um den deutschen Fußballpokal.
Auch beim achten Wettbewerb blieb der Modus der vergangenen Jahre unverändert. Allerdings wurde die Phase der Gaugruppenspiele erneut ausgeweitet, da mit den Sportgauen Wartheland, Generalgouvernement, Köln-Aachen, Westmark und Moselland fünf neue Gauligen gebildet worden waren. Trotzdem hatte sich die Zahl der teilnehmenden Mannschaften verringert, da insbesondere die Kreisklassemannschaften unter dem Kriegsdienst ihrer Spieler zu leiden hatten und sich deshalb vom Spielbetrieb zurückgezogen hatten. Um den kriegsbedingten Reisebeschränkungen Rechnung zu tragen, wurden bis einschließlich Achtelfinale die Spielansetzungen nach regionalen Gesichtspunkten vorgenommen. Erst danach kehrte man zum üblichen Auslosungsverfahren zurück.
Das achte Endspiel um den Tschammerpokal gewann der TSV 1860 München nach einem 2:0-Sieg über den FC Schalke 04, der in seinem fünften Pokalendspiel zum vierten Mal verlor.

## Gaugruppen – Hauptrunden 1 bis 3
Die Spiele fanden vom 2. Mai bis 12. Juli 1942 statt.
| Gaugruppe Ostpreußen/Pommern/Danzig-Westpreußen/Wartheland  |
| Gaugruppe Oberschlesien/Niederschlesien/Generalgouvernement |
| Gaugruppe Sachsen/Brandenburg/Sudetenland                   |
| Gaugruppe Nordmark/Niedersachsen/Westfalen                  |
| Gaugruppe Niederrhein/Köln-Aachen/Kurhessen                 |
| Gaugruppe Moselland/Hessen-Nassau/Westmark                  |
| Gaugruppe Baden/Württemberg/Elsaß                           |
| Gaugruppe Mitte/Bayern/Donau-Alpenland                      |

## 1. Schlussrunde
Die Spiele fanden am 19. Juli 1942 statt.
|                              | Ergebnis  |                        |
| ---------------------------- | --------- | ---------------------- |
| Arminia Bielefeld            | 4:0       | LSV Gütersloh          |
| VfB Stuttgart                | 6:1       | TSG 1861 Ludwigshafen  |
| VfB Königsberg               | 6:0       | MTV Ponarth            |
| SV Neufahrwasser             | 3:2       | LSV Heiligenbeil       |
| HUS Marienwerder             | 1:2       | LSV Stettin            |
| Stettiner SC                 | 1:2       | LSV Pütnitz            |
| Blau-Weiß 90 Berlin          | 3:0       | Lufthansa SG Berlin    |
| Hallescher FV Sportfreunde   | 1:2       | SC Minerva Berlin      |
| SpVgg Breslau 02             | 12:30     | LSV Görlitz            |
| LSV Boelcke Krakau           | 2:5       | TuS Lipine             |
| LSV Reinecke Brieg           | 3:1       | LSV Olmütz             |
| Germania Königshütte         | 3:5       | LSV Adler Deblin       |
| NSTG Falkenau                | 3:1       | Planitzer SC           |
| Döbelner SC                  | 4:1       | NSTG Prag              |
| SV Dessau 05                 | 2:0       | Eintracht Braunschweig |
| Werder Bremen                | 5:1       | SC Victoria Hamburg    |
| Hamburger SV                 | 6:0       | Eimsbütteler TV        |
| Hannover 96                  | 3:3 n. V. | Fortuna Leipzig        |
| Reichsbahn SG Borussia Fulda | 1:6       | Westende Hamborn       |
| SV Schwarz-Weiß 07 Esch      | 2:5       | FV Stadt Düdelingen    |
| SV Victoria Köln             | 2:3       | SpVgg 07 Sülz          |
| Hamborn 07                   | 0:2       | FC Schalke 04          |
| FC Hanau 93                  | 2:1       | 1. FC Schweinfurt 05   |
| SV Waldhof Mannheim          | 3:1       | VfR Mannheim           |
| 1. FC Kaiserslautern         | 2:3       | Kickers Offenbach      |
| Borussia Neunkirchen         | 4:5       | SG SS Straßburg        |
| Rot-Weiss Essen              | 2:5       | VfL Köln 1899          |
| FC Mülhausen 93              | 2:1       | RSC Straßburg          |
| SG Böblingen                 | 2:3       | Stuttgarter Kickers    |
| Eintracht Frankfurt          | 4:1       | SpVgg Fürth            |
| TSV 1860 München             | 5:3       | SK Rapid Wien          |
| Wiener AC                    | 1:2       | First Vienna FC 1894   |

### Wiederholungsspiel
Das Spiel fand am 26. Juli 1942 statt.
|                 | Ergebnis |             |
| --------------- | -------- | ----------- |
| Fortuna Leipzig | 4:2      | Hannover 96 |

## 2. Schlussrunde
Die Partie SV Dessau 05 – Döbelner SC fand am 2. August statt. Die Spiele SV Fortuna Leipzig – Blau-Weiß 90 Berlin und SC Minerva Berlin – Hamburger SV wurden am 16. August ausgetragen, die anderen Spiele am 9. August 1942
|                     | Ergebnis  |                       |
| ------------------- | --------- | --------------------- |
| SV Dessau 05        | 5:3       | Döbelner SC           |
| Westende Hamborn    | 1:0       | DSC Arminia Bielefeld |
| FC Mülhausen 93     | 0:2       | VfB Stuttgart         |
| LSV Stettin         | 4:1       | VfB Königsberg        |
| LSV Pütnitz         | 3:2       | SV Neufahrwasser      |
| TuS Lipine          | 4:0       | SpVgg Breslau 02      |
| LSV Adler Deblin    | 7:1       | LSV Reinecke Brieg    |
| FC Schalke 04       | 16:0 1    | Eintracht Frankfurt   |
| VfL 99 Köln         | 1:2       | SV Werder Bremen      |
| Kickers Offenbach   | 3:1       | FC Hanau 93           |
| SG SS Straßburg     | 5:4 n. V. | SV Waldhof Mannheim   |
| Stuttgarter Kickers | 1:3       | TSV 1860 München      |
| FV Stadt Düdelingen | 2:0       | SpVgg 07 Sülz         |
| NSTG Falkenau       | 4:0       | First Vienna FC 1894  |
| SV Fortuna Leipzig  | 0:3       | Blau-Weiß 90 Berlin   |
| SC Minerva Berlin   | 0:2       | Hamburger SV          |

## Achtelfinale
Die Partie Blau-Weiß 90 Berlin gegen NSTG Falkenau fand am 13. September, die anderen Spiele am 30. August 1942 statt.
|                     | Ergebnis |                     |
| ------------------- | -------- | ------------------- |
| LSV Stettin         | 4:1      | LSV Pütnitz         |
| TuS Lipine          | 4:1      | LSV Adler Deblin    |
| SV Werder Bremen    | 6:1      | Kickers Offenbach   |
| FC Schalke 04       | 4:1      | Westende Hamborn    |
| TSV 1860 München    | 15:10    | SG SS Straßburg     |
| VfB Stuttgart       | 0:2      | FV Stadt Düdelingen |
| Hamburger SV        | 3:4      | SV Dessau 05        |
| Blau-Weiß 90 Berlin | 4:1      | NSTG Falkenau       |

## Viertelfinale
Die Spiele fanden am 27. September und 4. Oktober 1942 statt.
|                     | Ergebnis |                             |
| ------------------- | -------- | --------------------------- |
| SV Dessau 05        | 0:4      | FC Schalke 04               |
| FV Stadt Düdelingen | 0:7      | TSV 1860 München            |
| TuS Lipine          | 4:1      | Blau-Weiß 90 Berlin (4.10.) |
| SV Werder Bremen    | 4:1      | LSV Stettin (4.10.)         |

## Halbfinale
Die Spiele fanden am 25. Oktober 1942 statt.
|                  | Ergebnis |                  |
| ---------------- | -------- | ---------------- |
| TSV 1860 München | 6:0      | TuS Lipine       |
| FC Schalke 04    | 2:0      | SV Werder Bremen |

## Finale
| TSV 1860 München | TSV 1860 München | FC Schalke 04 | FC Schalke 04 |
| --- | --- | --- | ------------- |
| TSV 1860 München | \| Sonntag, 15. November 1942 um 14:00 Uhr in Berlin (Olympiastadion) \| \| Ergebnis: 2:0 (0:0) \| \| Zuschauer: 80.000 \| \| Schiedsrichter: Albert Multer (Landau in der Pfalz) 00000Spielbericht Im achten Tschammerpokal-Endspiel standen sich die junge Mannschaft des TSV 1860 München und der fünfmalige Pokalfinalist FC Schalke 04 gegenüber. Die Fußballmeisterschaft 1941/42 hatten die Münchner als Dritter der Gauliga Bayern abgeschlossen, während die Gelsenkirchner als Meister in das Endspiel gingen. Damit war die Frage nach dem Favoriten eindeutig geklärt. Bei trübem Wetter begann der Meister mit seinem gewohnten Kreiselspiel – Sicherheitsfußball, um die gegnerische Mannschaft ins Leere laufen zu lassen. Die Sechziger waren jedoch auf diese Taktik vorbereitet und antworteten darauf mit Angriffsfußball. Dieser blieb jedoch zunächst wirkungslos, weil Münchens Angreifer Ernst Willimowski und Heinz Krückeberg immer wieder in der Schalke-Abwehr hängenblieben. Die meisten Spielszenen fanden im Mittelfeld statt, ohne dass sich eine Mannschaft einen Vorteil verschaffen konnte. Nach torloser erster Halbzeit begann auch die zweite Spielhälfte ohne zwingende Tormöglichkeiten. Während Schalke wirkungslos an seinem Kreiselspiel festhielt, zogen sich die Münchner zurück und verließen sich zunächst auf ihre stabile Abwehr. Auch ihr Mittelfeld konnte keine Akzente setzen, Ludwig Janda und Engelbert Schmidbauer spielten ideenlos. Nach 70 Minuten harmlosen Geplänkels entschlossen sich die Bayern endlich, ihre Offensive zu forcieren. Ihren Stürmern gelang es nun, sich von ihren Bewachern zu lösen und gefährlich vor dem gegnerischen Tor aufzutauchen. Ihre Bemühungen hatten bald Erfolg, denn in der 79. Minute gelang es dem halbrechten Stürmer Willimowski, aus kurzer Distanz das 1:0 für München zu erzielen. Daraufhin erwachte das Spiel aus seiner Lethargie, denn auch Schalke schaltete nun auf Angriffsfußball um. Die Münchner konnten sich jedoch auf ihren sicheren Torwart Hans Keis verlassen, der zahlreiche Chancen der Knappen zunichtemachte. 1860 verlegte sich nun auf Konterangriffe und war damit in der Schlussminute erneut erfolgreich. Ihr Linksaußenstürmer Schmidbauer startete von der Mittellinie einen Alleingang und erzielte, nachdem er Schalke-Torwart Flotho ausgespielt hatte, den 2:0-Endstand. \| | \| Sonntag, 15. November 1942 um 14:00 Uhr in Berlin (Olympiastadion) \| \| Ergebnis: 2:0 (0:0) \| \| Zuschauer: 80.000 \| \| Schiedsrichter: Albert Multer (Landau in der Pfalz) 00000Spielbericht Im achten Tschammerpokal-Endspiel standen sich die junge Mannschaft des TSV 1860 München und der fünfmalige Pokalfinalist FC Schalke 04 gegenüber. Die Fußballmeisterschaft 1941/42 hatten die Münchner als Dritter der Gauliga Bayern abgeschlossen, während die Gelsenkirchner als Meister in das Endspiel gingen. Damit war die Frage nach dem Favoriten eindeutig geklärt. Bei trübem Wetter begann der Meister mit seinem gewohnten Kreiselspiel – Sicherheitsfußball, um die gegnerische Mannschaft ins Leere laufen zu lassen. Die Sechziger waren jedoch auf diese Taktik vorbereitet und antworteten darauf mit Angriffsfußball. Dieser blieb jedoch zunächst wirkungslos, weil Münchens Angreifer Ernst Willimowski und Heinz Krückeberg immer wieder in der Schalke-Abwehr hängenblieben. Die meisten Spielszenen fanden im Mittelfeld statt, ohne dass sich eine Mannschaft einen Vorteil verschaffen konnte. Nach torloser erster Halbzeit begann auch die zweite Spielhälfte ohne zwingende Tormöglichkeiten. Während Schalke wirkungslos an seinem Kreiselspiel festhielt, zogen sich die Münchner zurück und verließen sich zunächst auf ihre stabile Abwehr. Auch ihr Mittelfeld konnte keine Akzente setzen, Ludwig Janda und Engelbert Schmidbauer spielten ideenlos. Nach 70 Minuten harmlosen Geplänkels entschlossen sich die Bayern endlich, ihre Offensive zu forcieren. Ihren Stürmern gelang es nun, sich von ihren Bewachern zu lösen und gefährlich vor dem gegnerischen Tor aufzutauchen. Ihre Bemühungen hatten bald Erfolg, denn in der 79. Minute gelang es dem halbrechten Stürmer Willimowski, aus kurzer Distanz das 1:0 für München zu erzielen. Daraufhin erwachte das Spiel aus seiner Lethargie, denn auch Schalke schaltete nun auf Angriffsfußball um. Die Münchner konnten sich jedoch auf ihren sicheren Torwart Hans Keis verlassen, der zahlreiche Chancen der Knappen zunichtemachte. 1860 verlegte sich nun auf Konterangriffe und war damit in der Schlussminute erneut erfolgreich. Ihr Linksaußenstürmer Schmidbauer startete von der Mittellinie einen Alleingang und erzielte, nachdem er Schalke-Torwart Flotho ausgespielt hatte, den 2:0-Endstand. \| | FC Schalke 04 |
| TSV 1860 München | Hans Keis – Georg Pledl , Franz Schmeiser – Josef Rockinger, Georg Bayerer, Rolf Kanitz – Martin Schiller, Ludwig Janda, Heinz Krückeberg, Ernst Willimowski, Engelbert Schmidhuber Cheftrainer: Max Schäfer | Heinz Flotho – Heinz Hinz, Otto Schweisfurth – Hans Bornemann, Otto Tibulski, Walter Berg – Ernst Kalwitzki, Fritz Szepan, Hermann Eppenhoff, Ernst Kuzorra , Adolf Urban Cheftrainer: Otto Faist | FC Schalke 04 |
| TSV 1860 München | 1:0 Willimowski (80.) 2:0 Schmidhuber (88.) | | FC Schalke 04 |
| Sonntag, 15. November 1942 um 14:00 Uhr in Berlin (Olympiastadion) | | |               |
| Ergebnis: 2:0 (0:0) | | |               |
| Zuschauer: 80.000 | | |               |
| Schiedsrichter: Albert Multer (Landau in der Pfalz) 00000Spielbericht Im achten Tschammerpokal-Endspiel standen sich die junge Mannschaft des TSV 1860 München und der fünfmalige Pokalfinalist FC Schalke 04 gegenüber. Die Fußballmeisterschaft 1941/42 hatten die Münchner als Dritter der Gauliga Bayern abgeschlossen, während die Gelsenkirchner als Meister in das Endspiel gingen. Damit war die Frage nach dem Favoriten eindeutig geklärt. Bei trübem Wetter begann der Meister mit seinem gewohnten Kreiselspiel – Sicherheitsfußball, um die gegnerische Mannschaft ins Leere laufen zu lassen. Die Sechziger waren jedoch auf diese Taktik vorbereitet und antworteten darauf mit Angriffsfußball. Dieser blieb jedoch zunächst wirkungslos, weil Münchens Angreifer Ernst Willimowski und Heinz Krückeberg immer wieder in der Schalke-Abwehr hängenblieben. Die meisten Spielszenen fanden im Mittelfeld statt, ohne dass sich eine Mannschaft einen Vorteil verschaffen konnte. Nach torloser erster Halbzeit begann auch die zweite Spielhälfte ohne zwingende Tormöglichkeiten. Während Schalke wirkungslos an seinem Kreiselspiel festhielt, zogen sich die Münchner zurück und verließen sich zunächst auf ihre stabile Abwehr. Auch ihr Mittelfeld konnte keine Akzente setzen, Ludwig Janda und Engelbert Schmidbauer spielten ideenlos. Nach 70 Minuten harmlosen Geplänkels entschlossen sich die Bayern endlich, ihre Offensive zu forcieren. Ihren Stürmern gelang es nun, sich von ihren Bewachern zu lösen und gefährlich vor dem gegnerischen Tor aufzutauchen. Ihre Bemühungen hatten bald Erfolg, denn in der 79. Minute gelang es dem halbrechten Stürmer Willimowski, aus kurzer Distanz das 1:0 für München zu erzielen. Daraufhin erwachte das Spiel aus seiner Lethargie, denn auch Schalke schaltete nun auf Angriffsfußball um. Die Münchner konnten sich jedoch auf ihren sicheren Torwart Hans Keis verlassen, der zahlreiche Chancen der Knappen zunichtemachte. 1860 verlegte sich nun auf Konterangriffe und war damit in der Schlussminute erneut erfolgreich. Ihr Linksaußenstürmer Schmidbauer startete von der Mittellinie einen Alleingang und erzielte, nachdem er Schalke-Torwart Flotho ausgespielt hatte, den 2:0-Endstand. | | |               |

## Erfolgreichste Torschützen
(1. Schlussrunde bis Finale)
| Spieler           | Verein           | Tore |
| ----------------- | ---------------- | ---- |
| Ernst Willimowski | München 1860     | 14   |
| Gerhard Graf      | Blau-Weiß Berlin | 08   |
| Ludwig Janda      | München 1860     | 08   |
| Heinz Krückeberg  | München 1860     | 07   |